# Смолвиль
Смолвиль (англ. Smallville) — вымышленный город, в котором прошло детство Супермена. Некоторое время символом Смолвиля был Супербой — юная версия Супермена. Действие сериала «Тайны Смолвиля» проходит там же. Впервые этот город появляется в «Smallville, USA» в Superboy (volume 1) #2 (1949).

## Информация о городе
Смолвиль обычно изображается как идеальный маленький изолированный американский город. Его жители представляются довольно дружелюбными, хотя для этого относительно маленького городка его уровень преступности необычно высок.
В комиксе представлены такие жители Смолвиля, как Джонатан и Марта Кент (отец и мать Кларка) и их приёмный сын, подруга и одноклассница Кларка Лана Лэнг, лучший друг Пит Росс и полицейский руководитель Дуглас Паркер. В оригинальном раннем комиксе Супербоя другие известные жители включали профессора Финиса Поттера (дядя Ланы), археолога Льюис Лэнга (её отца) и молодого Лекса Лютора.
В Смолвиле есть одна-единственная школа, которую посещает Кларк, Пит Росс, Хлоя и Лана.
В первоначальном комиксе о Супербое доска объявлений при въезде в Смолвиль гласит: «Добро пожаловать в Смолвиль, дом Супербоя».

### Население Смолвиля
Численность населения составляет 45001 человек.

### Месторасположение Смолвиля
Месторасположение Смолвиля, как и многих других городов вселенной DC Comics, точно никогда не заявлялось. Местоположение Смолвиля изменялось на протяжении многих комиксов, в многих из них он находился неподалёку от Метрополиса. В сериале «Тайны Смолвиля» и фильме «Человек из стали» он находится в Канзасе.
В Amazing World of DC Comics #14 (1977) было заявлено, что Смолвиль находится в штате Мэриленд. Это местоположение было подтверждено в комиксе с картой Смолвиля и ближайшей области, которая была издана в New Adventures of Superboy #22 (октябрь 1981). В них Смолвиль располагался в нескольких милях к западу от большого залива, очень похожего на Делавэрский залив.
Карта Legion-era Metropolis, включенная в Legion of Super-Heroes vol. 2 #313 (июль, 1984) утверждала, что Смолвиль находился где-то на северо-востоке штата Пенсильвания или на севере Нью-Джерси.